# Felice Gimondi
Felice Gimondi (29. září 1942 Sedrina – 16. srpna 2019) byl italský cyklista. Závodil od roku 1959, jako amatér vyhrál v roce 1964 Tour de l'Avenir a na olympiádě obsadil 33. místo v závodě s hromadným startem. V roce 1965 uzavřel smlouvu s týmem Salvarani a hned ve své první profesionální sezóně vyhrál Tour de France. Stal se celkovým vítězem Giro d'Italia 1967, 1969 a 1976 a Vuelta a España 1968, po Jacquesovi Anquetilovi byl druhým cyklistou v historii, který vyhrál všechny tři Grand Tours. Na mistrovství světa v silniční cyklistice získal zlatou medaili v roce 1973, stříbrnou v roce 1971 a bronzovou v roce 1970.
Zvítězil i v silničních závodech Giro di Lombardia 1966 a 1973, Paříž - Roubaix 1966, Roma Maxima 1967, Tour de Romandie 1969, Kolem Katalánska 1972, Coppa Bernocchi 1973 a Milán - San Remo 1974 a dráhového závodu Milánská šestidenní 1972 a 1977. Kariéru ukončil v roce 1979.